# Bukayo Saka
Bukayo Ayoyinka Temidayo Saka  (Londres, 5 de setembro de 2001) é um futebolista inglês que atua como ponta-direita. Atualmente, joga pelo Arsenal.

## Carreira
Nascido em Londres, assinou o primeiro contrato profissional aos 17 anos de idade, sendo promovido ao time Sub-23 do Arsenal.
Sua primeira partida oficial pelos Gunners foi em novembro de 2018, quando o Arsenal enfrentou o Vorskla Poltava, pela Liga Europa da UEFA, substituindo Aaron Ramsey aos 23 minutos do segundo tempo. O primeiro jogo como titular foi também pela Liga Europa, desta vez contra o Qarabağ.
Saka estreou na Premier League no primeiro dia de 2019, entrando no lugar de Alex Iwobi (foi o primeiro atleta nascido em 2001 a disputar um jogo da primeira divisão inglesa), depois que o gabonês Pierre-Emerick Aubameyang fez o quarto gol da equipe na vitória sobre o Fulham. No jogo contra o Eintracht Frankfurt, pela Liga Europa de 2019–20, foi um dos destaques da partida ao fazer um gol e dar duas assistências na vitória por 3 a 0.

#### 2022–23
No dia 23 de maio de 2023, estendeu seu vínculo até o meio de 2027.
Saka teve uma ótima temporada 2022-23, ele terminou com 48 jogos, 15 gols, 11 assistências e 0,54 participações em gols por jogo.
Naquela temporada de Premier League, o inglês destacou-se individualmente e conseguiu "desbancar" o prêmio de Melhor Jogador Jovem da Premier League de Erling Haaland – o favorito para ganhar a premiação.

#### 2023–24
No dia 5 de dezembro de 2023, chegou a grande marca de 200 jogos com a camisa do Arsenal, em partida válida pela Premier League, em vitória por 4 a 3 fora de casa, contra o Luton Town, no Kenilworth Road Stadium.

## Seleção Nacional
Possuindo origem nigeriana por parte de pai, Saka faz parte das seleções de base da Inglaterra desde 2017, entre as categorias Sub-16 e Sub-19.

## Títulos
Arsenal
- Copa da Inglaterra: 2019–20
- Supercopa da Inglaterra: 2020 e 2023
- Florida Cup: 2022 (Amistoso)

### Prêmios individuais
- Jogador do Mês da Premier League: março de 2023
- Equipe do Ano da PFA: 2022–23
- Jovem Jogador do Ano da PFA: 2022-2023[9]
- Jogador da Temporada do Arsenal: 2020–21 e 2021–22
- Seleção Mundial Masculina Juvenil (Sub-20) da IFFHS: 2021
- Jogador Jovem do Ano da London Football Awards (2023)
- Indicação para a Bola de Ouro: 2023 (24⁰); 2024 (21°)
- Jovem Jogador Masculino do Ano do London Football Awards: 2023
- 14º Melhor Jogador do Ano de 2023 (The Guardian)

Líder de Assistências
- UEFA Europa League: 2019-20 (5 assistências)